# Rebeca Cofré
Rebeca del Rosario Cofré Calderón (Providencia, 23 de agosto de 1962) es una política chilena, miembro de la Unión Demócrata Independiente (UDI). En 2008 fue elegida alcaldesa de Chépica, comuna de la provincia de Colchagua y ejerció el cargo de intendenta de la región de O'Higgins entre 2020 y 2021.

## Biografía
Rebeca Cofré Calderón nació el 23 de agosto de 1962, hija de Luis Antonio Cofré Farías y Rebeca de las Nieves Calderón Segovia, en Providencia, Santiago. En la década de 1970, la familia de Cofré  se estableció en Pichilemu, donde asistió a la Escuela Doctor Díaz Lira (actualmente el Colegio de la Preciosa Sangre) con sus hermanas Francisca y Carolina. Su enseñanza media la realizó en el Liceo C-25 (actualmente el Liceo Agustín Ross Edwards).
Cofré se casó en segundas nupcias con Sergio Gustavo Reinaldo Schlack Harnecker (nacido el 13 de febrero de 1928), el 16 de febrero de 2002, en Nancagua. La pareja ha residido en Chépica, al sur de Nancagua, desde entonces. Tiene tres hijos.

### Carrera política

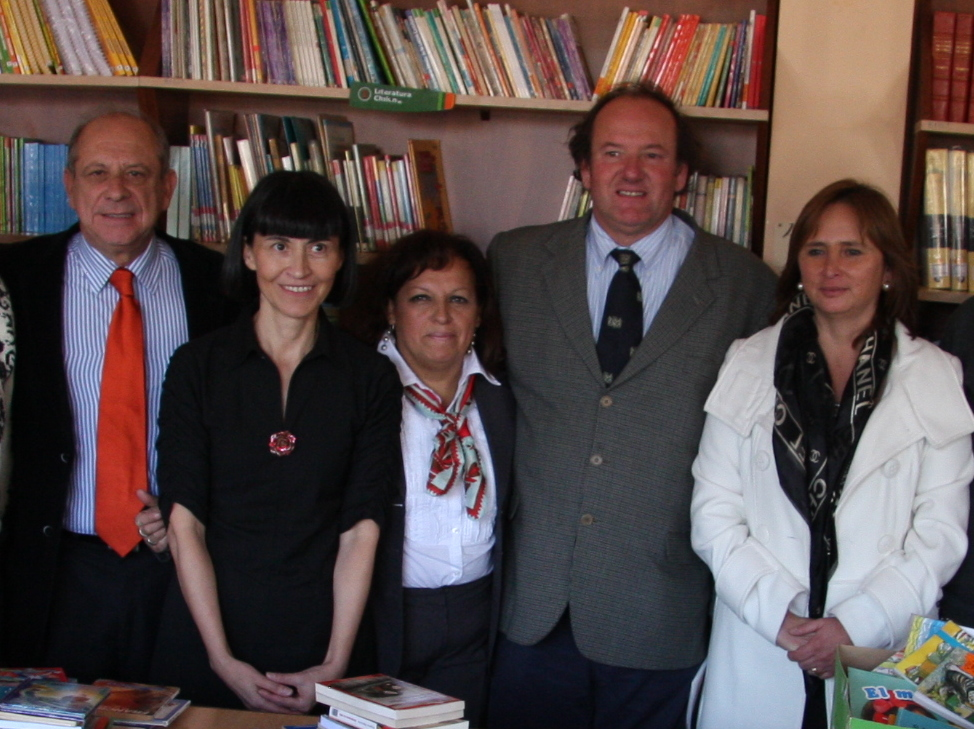
De izquierda a derecha: el diputado Juan Carlos Latorre, oficiales de la Biblioteca del Congreso Nacional de Chile, el diputado Ramón Barros, y Cofré durante una ceremonia en una escuela local, en mayo de 2010.

Cofré decidió empezar su carrera política en 2000, emulando los pasos de su marido, quien era consejero regional por Renovación Nacional representando a la provincia Cardenal Caro en los años 1990.
Como miembro de la Unión Demócrata Independiente (UDI), se postuló como candidata para la alcaldía de Chépica en 2004, perdiendo con el 43,22% contra el 47,01% que obtuvo Miriam Rodríguez Cruz (Partido Socialista, PS). Cofré postuló al mismo cargo en 2008, obteniendo el 62,71% contra la alcaldesa incumbente Rodríguez Cruz, quien obtuvo un 37.29%. Fue reelegida en el cargo tras las elecciones municipales de 2012, con el 55,9% de los votos.
En noviembre de 2013, Cofré fue nombrada como una de las 100 Mujeres Líderes de Chile por Mujeres Empresarias y la sección Economía y Negocios de El Mercurio.
El 16 de diciembre de 2018, en el marco de las elecciones nacionales internas de la Unión Demócrata Independiente, se presenta como candidata a la presidencia regional del partido en la región de O’Higgins, logrando el cargo al no presentarse otra lista en competencia. En marzo de 2020 renuncia inesperadamente al cargo, reclamando motivos personales como razón de su retiro.
En abril de 2020, el presidente Sebastián Piñera la nombró intendenta regional de O'Higgins, en reemplazo de Juan Manuel Masferrer. Asumió el cargo el 20 de abril de 2020.